# Látrabjarg
Látrabjarg är ett berg i republiken Island. Det ligger i regionen Västfjordarna, 190 km nordväst om huvudstaden Reykjavík. 
Det finns inga samhällen i närheten.